# چندبردار
چندبُردار (انگلیسی: Multivector) یک مفهوم در جبر هندسی است که ترکیبی از چند نوع مقدار هندسی مثل نقطه (عدد)، بردار (جهت‌دار)، سطح (مانند یک صفحه) و حجم است.
به‌زبان ساده، اگر یک عدد را «صفر-بعدی»، یک بردار را «یک‌بعدی»، یک سطح را «دوبعدی» و یک حجم را «سه‌بعدی» بدانیم، چندبردار چیزی است که می‌تواند هم‌زمان همهٔ این‌ها را در خود داشته باشد؛ مثلاً یک چندبردار می‌تواند ترکیبی از یک عدد، یک بردار و یک سطح باشد، و همهٔ این اطلاعات را با هم در یک ساختار نگه دارد. این باعث می‌شود که در محاسبات فضایی و فیزیکی، کار با چندبردارها بسیار قدرتمند و ساده‌تر از روش‌های سنتی باشد.